# Канизий, Генрих
Генрих Канизий (лат. Henricus Canisius; фамилия от лат. canis «собака» в соответствии с изначально голландской фамилией De Hondt с тем же значением; ум. 2 сентября 1610, Ингольштадт) — голландский правовед и историк. Племянник Петра Канизия.
Родился в Неймегене. Окончил университет в Лёвене, с 1590 г. профессор церковного права в Ингольштадте.
Основные труды Канизия по церковному праву — «Summa Juris Canonici» (1594), «Praelectiones Academicae» (1609), «De Sponsalibus et Matrimonio» (1613) и др. Полное собрание этих трудов было опубликовано в Лёвене в 1649 г. и переиздано в Кёльне в 1662.
В качестве историка Канизий выступал преимущественно публикатором. Им составлены из различных материалов семь томов под общим названием «Antiquae Lectiones, seu antiqua monumenta ad historiam mediae aetatis illustrandam» (1601—1608). Кроме того, Канизий впервые опубликовал анналы Германа Альтайхского (1273), «Chronica Victoris Episcop. Tunnunensis et Joannis Episcop. Biclariensis», «Legatio Luitprandi» и «Historiae miscellae Pauli Diaconi».